# 蕭岐
蕭 岐（しょう き、生没年不詳）は、明初の学者・官僚。字は尚仁。本貫は吉州太和県。

## 生涯
5歳にして父母を失い、祖父母に孝事して知られた。たびたび推挙されたが、上京しなかった。1384年（洪武17年）、洪武帝の命により賢良として召し出され、起用を強いられた。蕭岐は洪武帝が刑罰を過度に適用していることから誣告が横行しているとして、誣告者に褒美を与えることを禁止し、律に基づいて刑獄を運用するよう求める十便書を上書した。謁見を受けると、潭王府長史に任じられた。固辞して命に逆らったことから、雲南楚雄訓導に左遷された。蕭岐はその日のうちに雲南に向かい、追手の騎兵に連れ戻された。1年あまりして、陝西平涼訓導に転任した。翌年、致仕した。再び召し出されて銭宰らとともに『書経』を考証し、銭宰の『書伝会選』の編纂を助けた。編著に『五経要義』や『刑統八韻賦』があり、学者のあいだで正固先生と称された。